# Ordre Martiniste
De Ordre Martiniste wordt beschouwd als de hoofdstam van het Martinisme, hoewel er een paar andere filiaties parallel aan lopen.
De Ordre Martiniste, meestal afgekort OM is ontstaan door kruising van twee parallelle initiatielijnen of filiaties.
- De Papusfiliatie (Martinisme)
- De Chaboseaufiliatie (Martinisme)

Parallel aan deze twee opvolgingslijnen bestaat nog een derde, die ook rechtstreeks afstamt van Louis-Claude de Saint-Martin, nl. de Novikovfiliatie. Deze heeft pas einde 20ste eeuw de andere twee lijnen gekruist.
Nagenoeg alle bestaande Martinistenorden stammen af van een of meer van deze drie.
Toen Papus en Augustin Chaboseau elkaar via hun gemeenschappelijke vriend Lucien Chamuel ontmoetten, bleek dat ze allebei in het bezit waren van een Martinistische filiatie.
Om de regulariteit van beiden te garanderen, wisselden ze elkaars inwijding uit.
Daarna richtte Papus de eerste Martinistische opperraad op.

## Lijst van de Soevereine Grootmeesters van de Ordre Martiniste
1. Papus
2. Charles Detré
3. Mgr. Jean Bricaud
4. Constant Chevillon
5. Henri-Charles Dupont
6. Dr. Philippe Encausse
7. Emilio Lorenzo
8. André Gautier